# Cymbiola vespertilio
Pour les articles homonymes, voir Vespertilio (homonymie).
Volute chauve-souris
Espèce
Synonymes
- Voluta vespertilio Linnaeus, 1758

Cymbiola vespertilio, anciennement Voluta vespertilio, ou volute chauve-souris, est une espèce de mollusques gastéropodes de la famille des Volutidae. C'est la plus commune des volutes.

## Dénomination
Elle a pour nom latin vespertilio en référence à son dessin en aile de chauve-souris.

## Habitat et répartition.
Cette espèce vit dans les eaux de l'océan Indien et du Pacifique, sur le sable jusqu'à 20 m de profondeur.

## Description
Sa coquille mesure en moyenne 8 cm de longueur : sa hauteur varie de 5 à 11 cm.

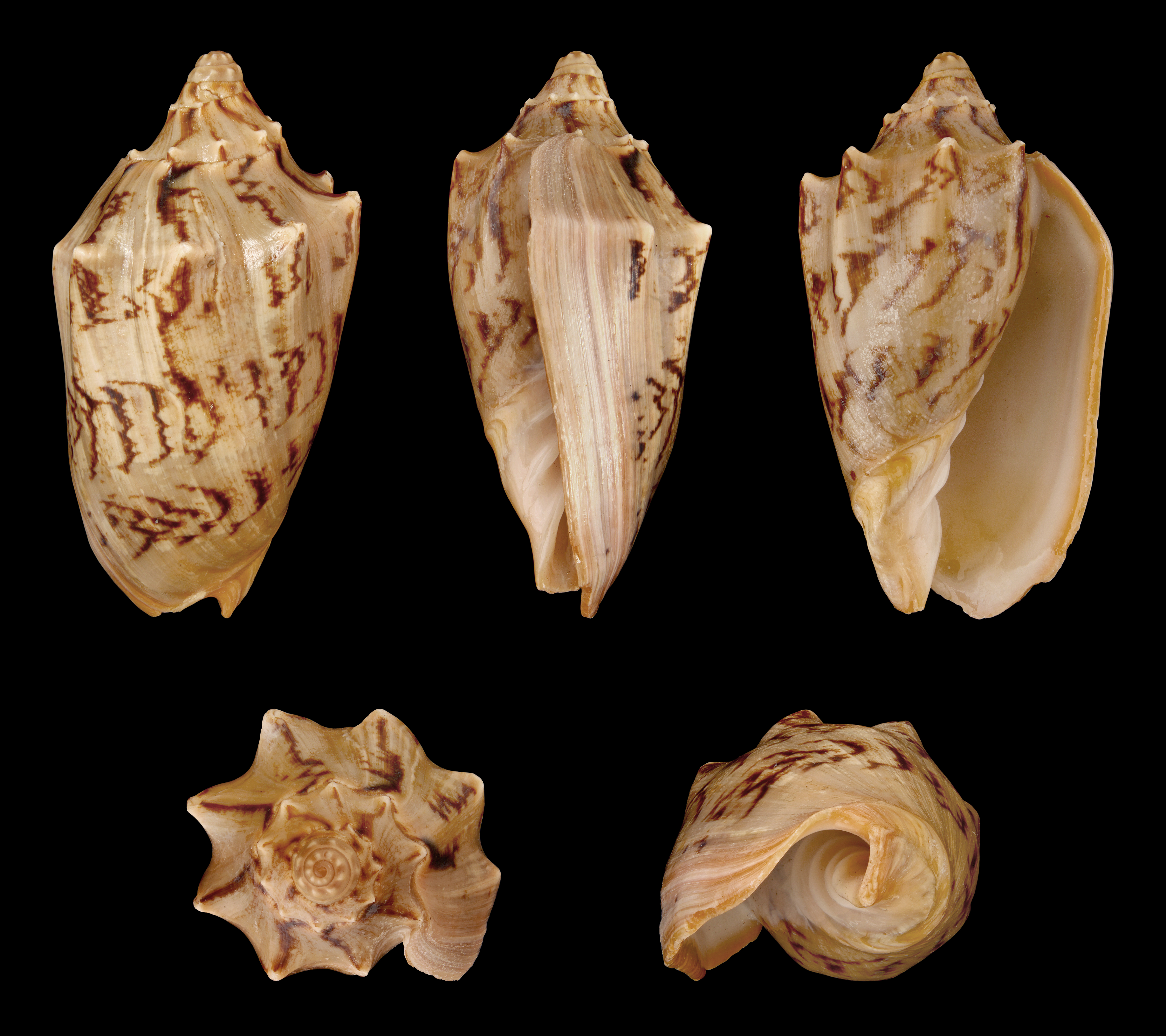
Coquille de Cymbiola vespertilio.